# Mesoleptus ruficoxatus
Mesoleptus ruficoxatus là một loài tò vò trong họ Ichneumonidae.